# Elchanan Tannenbaum
Elchanan Tannenbaum (hebrejsky: אלחנן טננבוים, Elchanan Tanenbaum; 12. srpna 1946 – 7. října 2024) byl izraelský obchodník a plukovník Izraelských obranných sil (IOS) v záloze, který byl unesen a několik let vězněn libanonským ší'itským hnutím Hizballáh.

## Biografie
Narodil se do rodiny polských přeživších holokaustu, kteří v roce 1949 podnikli aliju do Izraele. Vyrůstal v Cholonu, kde navštěvoval střední školu a byl aktivní v místním skautském oddíle. Vystudoval ekonomii a politologii na Hebrejské univerzitě v Jeruzalémě a svou povinnou vojenskou službu v IOS dokončil již jako důstojník (postupně jako rezervista dosáhl hodnosti plukovníka). Zároveň pokračoval ve vysokoškolském studiu a vystudoval business administration na Telavivské univerzitě. V roce 1971 se oženil a se svou manželkou měl dceru Keren a syna Oriho.
Na podzim roku 2000 byl unesen v Dubaji, kam byl vylákán za účelem uzavření obchodu o prodeji drog, a kam přiletěl pod falešným pasem. Jeho únos byl pro Izrael citlivý především z toho důvodu, že pouhých pět dní před ním, se zúčastnil vojenského cvičení „Northern Resident,“ které simulovalo totální válku se Sýrií a Hizballáhem. Během cvičení působil jako jeden z velitelů, zúčastnil se jeho celého plánování, byl zahrnut do simulací použití nejvyspělejších izraelských zbraní a měl na starosti plánování a management částí cvičení. Případné vyzrazení těchto informací by závažným způsobem narušilo bezpečnost státu. Jeho únos oznámil 16. října 2000 vůdce Hizballáhu Hasan Nasralláh s tím, že jde o agenta Mosadu, což však Izrael popřel.
V srpnu 2003 se s Tannenbaumem v Libanonu setkal německý prostředník Ernst Uhrlau.
V roce 2004 byla za zprostředkování Spolkové zpravodajské služby dojednána dohoda mezi Izraelem a Hizballáhem, která zahrnovala výměnu vězňů a předání informací o nezvěstném izraelském navigátorovi Ronu Aradovi. Izrael v rámci dohody propustil šejcha Abd al-Karíma Ubajda a Mustafu Diraniho spolu s dalšími 400 libanonskými a palestinskými vězni výměnou za Tanenbauma a ostatky tří izraelských vojáků unesených v říjnu 2000 Hizballáhem v oblasti farem Šibáa.
Izraelská vláda výše uvedenou dohodu schválila 29. ledna 2004 a o den později došlo k jeho propuštění. Letecky byl přepraven z Bejrútu přes Berlín do Izraele a bezprostředně poté byl zatčen za své protiprávní jednání, které vedlo k jeho zajetí. Uzavřel však dohodu se státním zástupcem o přiznání viny a popsal detaily svého zajetí a věznění, informace, které sdělil Hizballáhu a důvody své cesty do Dubaje. Výměnou za to neměl být souzen za žádný trestný čin (výjimkou by bylo, kdyby vyzradil informace ohrožující národní bezpečnost), a nakonec také souzen nebyl. V prosinci 2006 doznal, že cílem jeho cesty do Dubaje bylo uzavření obchodu s drogami, při němž si měl vydělat zhruba 200 tisíc dolarů.